# Conure de Chapman
La Conure de Chapman (Aratinga alticola) est un oiseau faisant partie de la famille  des  Psittacidae.
Cette espèce n'est plus acceptée par la classification de référence du Congrès ornithologique international (version 3.1, 2012) et est intégrée dans l'espèce Conure mitrée (Aratinga mitrata).